# Brice Panel
Brice Panel est un athlète de nationalité française. Sa spécialité est le 400 et 800 mètres.
Il est né le 13 juin 1983 à Neuilly-sur-Seine et a grandi en région parisienne avant de s'installer à Lyon. Fils d'un très bon coureur de 800 m des années 1970, il est licencié au club de l'Entente Athlétique Saint-Quentin-en-Yvelines.
Parallèlement à son entraînement d'athlétisme, il étudie dans la section sport-études de l'école d'ingénieur de l'INSA de Lyon.
En août 2007 il est sélectionné en équipe de France aux Championnats du monde d'athlétisme 2007. Lors du dernier meeting auquel il participe avant les Championnats du monde d'athlétisme d'Osaka, à La Chaux-de-Fonds (SUI), il bat son record personnel sur 400 m en 45 s 54.
En 2008 il est sélectionné aux Jeux Olympiques de Pékin.

## Passage sur 800 m
- À compter de 2010 Brice Panel s'entraîne pour la distance supérieure (800 m)
- En juillet 2011 il est médaillé de bronze aux championnats de France Élite à Albi sur 800 m

## Palmarès et records
- Sélectionné en coupe du monde sur 4 × 400 m à Athènes (2006)
- Séries du 400 m à Göteborg (2006)
- Champion d'Europe senior du 4 × 400 m à Göteborg (2006)
- Séries du 400 m aux championnats du monde indoor à Moscou (2006)
- Finaliste du 4 × 400 m aux championnats du monde indoor à Moscou (2006)
- 1er avec le 4 × 400 m et par équipes à la Coupe d'Europe à Malaga (2006)
- Champion d'Europe indoor senior du 4 × 400 m à Madrid (2005)
- Demi-finaliste aux championnats d'Europe espoirs (2005)
- Vainqueur de la coupe d'Europe indoor (2004 Leipzig et 2005 Liévin)
- Finaliste du 4 × 400 m aux championnats d'Europe espoirs (2003)
- Demi-finaliste sur 400 m et finaliste sur 4 × 400 m aux championnats du monde juniors en Jamaïque (2002)

- Record personnel 400 m : 45 s 54
- Record personnel 400 m indoor : 46 s 70
- Record personnel 800 m : 1 min 46 s 86

À Niort, aux championnats de France 2007, il termine second du 400 m A en 45 s 89 (record personnel) derrière Leslie Djhone (45 s 19) et devant Mathieu Lahaye (45 s 90) et Ydrissa M'Barke (46 s 23).